# 高堡

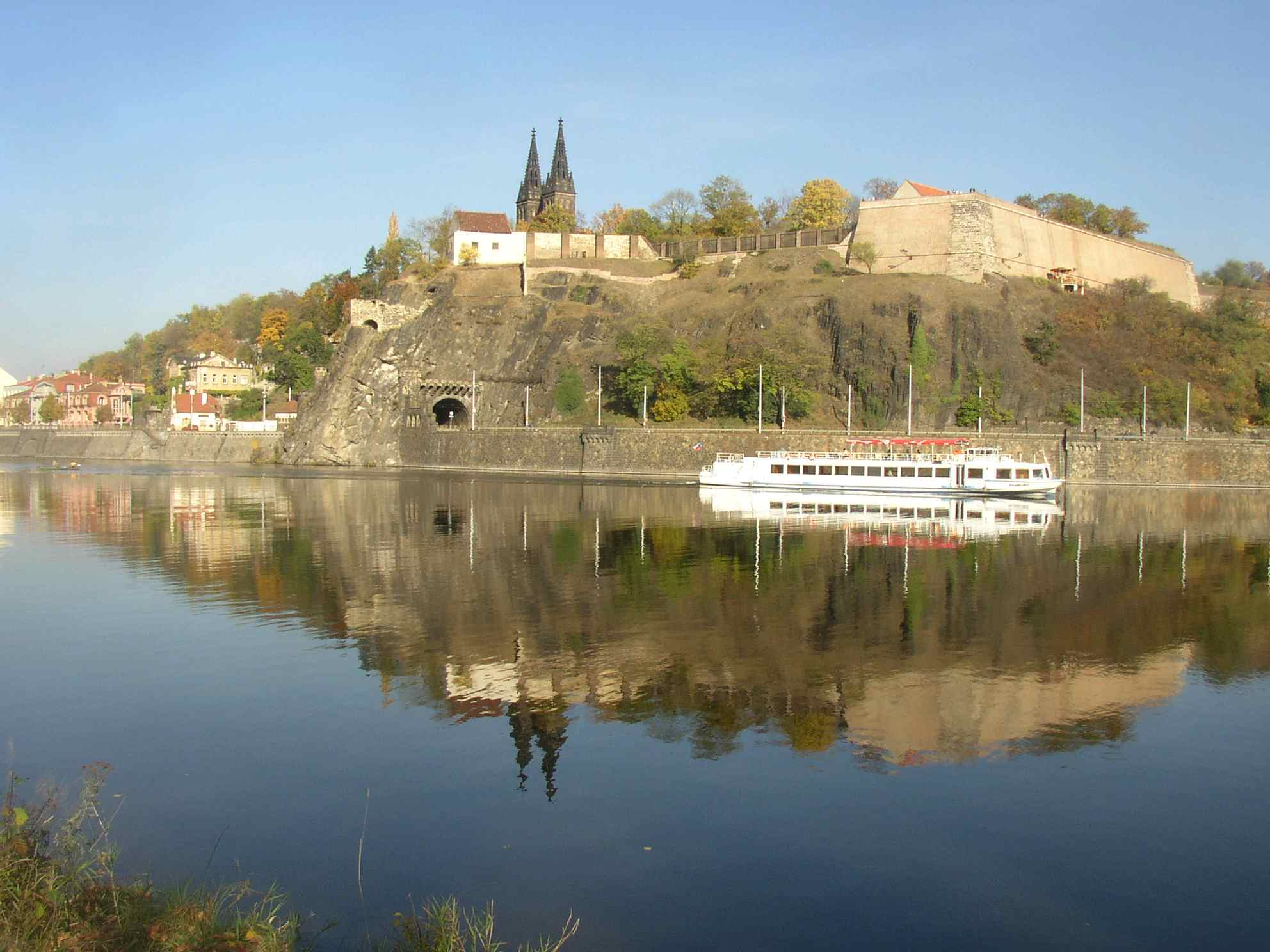
從伏爾塔瓦河岸看到的高堡

高堡（Vyšehrad），是一座位於捷克的城堡，建立於10世紀，坐落於伏尔塔瓦河邊的山丘上。城堡裡面有圣伯多禄与保禄圣殿以及高堡公墓，長眠著許多捷克歷史上的知名人物。
於1883年，高堡及其週邊區域成為首都布拉格的一部分。此區是布拉格市的其中一個行政區。

## 簡史
這個要塞最早於10世紀建立。當地的傳說指出高堡是最早發展的區域，之後發展成布拉格，但是這個傳說沒有實際上的證據顯示其真實性。
當普熱米斯爾王朝定居位於今日的布拉格城堡時，兩座城堡都有相當的規模且其影響力影響了將近兩個世紀。當神聖羅馬帝國皇帝查理四世開始發展布拉格城堡成為今日的規模之後，高堡就被遺棄而成為皇室的住宅。
在胡斯战争的初期，高堡被胡斯信徒佔領過。
高堡曾經於17世紀翻修過。三十年戰爭結束之後，當哈布斯堡王朝佔領整個捷克地域時，高堡被用來當作軍隊的訓練中心。高堡也被呈現出巴洛克時代環繞布拉格市的城牆。

## 照片

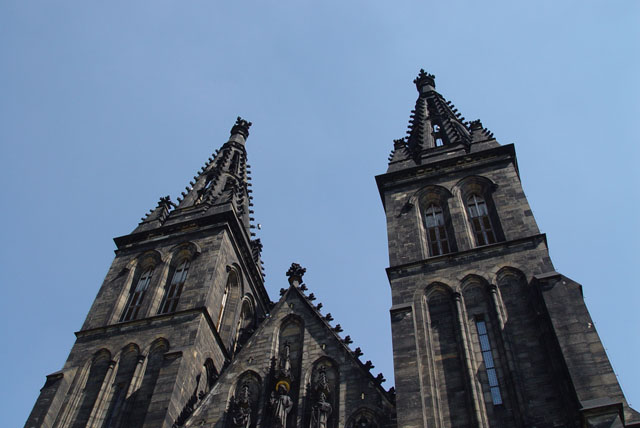
位於高堡的圣伯多禄与保禄圣殿
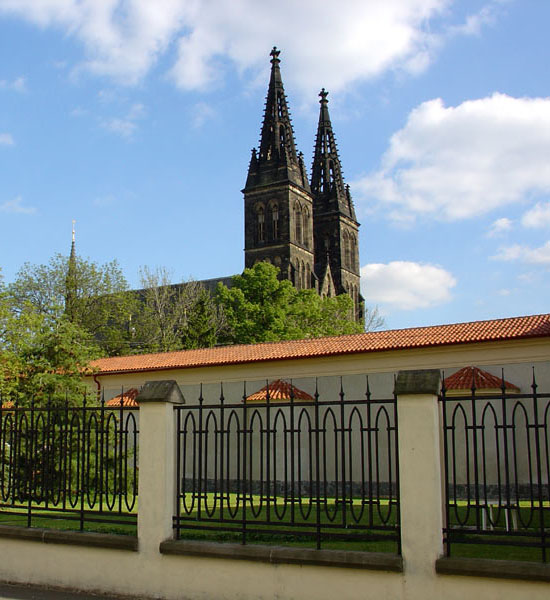
位於高堡的圣伯多禄与保禄圣殿
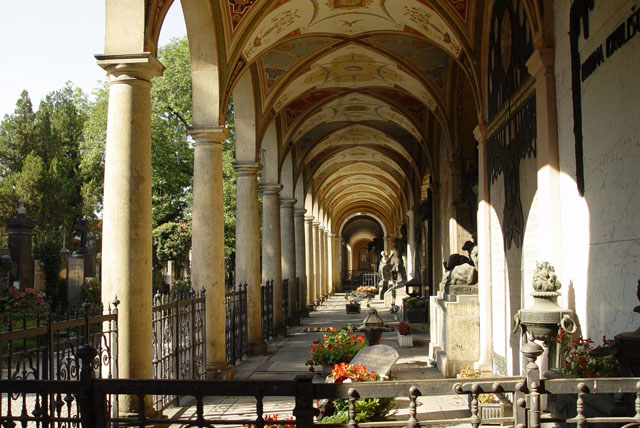
高堡公墓
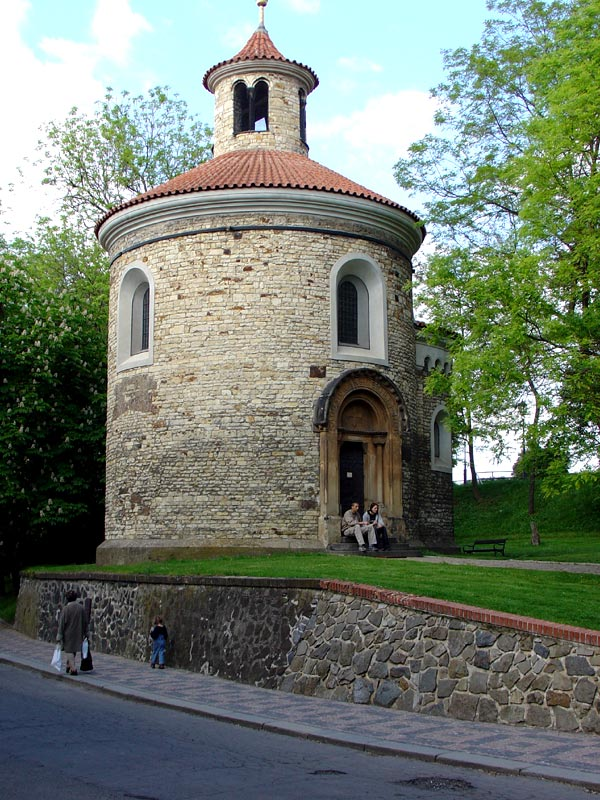
11世紀聖馬丁的圓形建築

## 參照
- 高堡之戰（英语：Battle of Vyšehrad）
- 高堡公墓（英语：Vyšehrad cemetery）
- 我的祖國 (贝多伊齐·斯美塔那的民族交響詩, 其中一個樂章是高堡)

## 外部連結
- 官方網頁
- 高堡相片展示館 （页面存档备份，存于）

50°03′50″N 14°25′12″E / 50.06389°N 14.42000°E